# Sniper Elite (серия игр)
Sniper Elite — серия компьютерных игр в жанре Action с элементами стелса, разработанная компанией Rebellion Developments. Сюжет игр посвящён Второй мировой войне. Изданием игр на территории СНГ занимается компания Бука.

## Игровой процесс
Игры серии представляют собой шутер от третьего лица, который предполагает незаметный стиль прохождения (стелс), а не силовой. Игры представлены как симулятор снайпера: при стрельбе учитываются многие реалистичные параметры: такие, как вес пули, направление/скорость ветра и т. д.

## Список игр
В неё входят следующие игры:
- Sniper Elite — вышла 30 октября 2005 года.
- Sniper Elite V2 — вышла 30 апреля 2012 года.
- Sniper Elite: Nazi Zombie Army — вышла 28 февраля 2013 года.
- Sniper Elite: Nazi Zombie Army 2 — вышла 31 октября 2013 года.
- Sniper Elite 3 — вышла 27 июня 2014 года.
- Zombie Army Trilogy — вышла 6 марта 2015 года.
- Sniper Elite 4 — вышла 14 февраля 2017 года[1].
- Sniper Elite V2 Remastered — вышла 14 мая 2019 года.
- Zombie Army 4: Dead War — вышла 4 февраля 2020 года.
- Sniper Elite VR — вышла 8 июля 2021 года.
- Sniper Elite 5 — вышла 26 мая 2022 года.
- Sniper Elite VR: Winter Warrior — вышла 1 декабря 2023 года.
- Sniper Elite: Resistance — вышла 30 января 2025 года.